# Knottingley
Knottingley ist eine Kleinstadt im Borough City of Wakefield der englischen Grafschaft West Yorkshire. Sie hatte 2001 gemäß Volkszählung insgesamt 13.503 Einwohner.